# Bipartit gallec

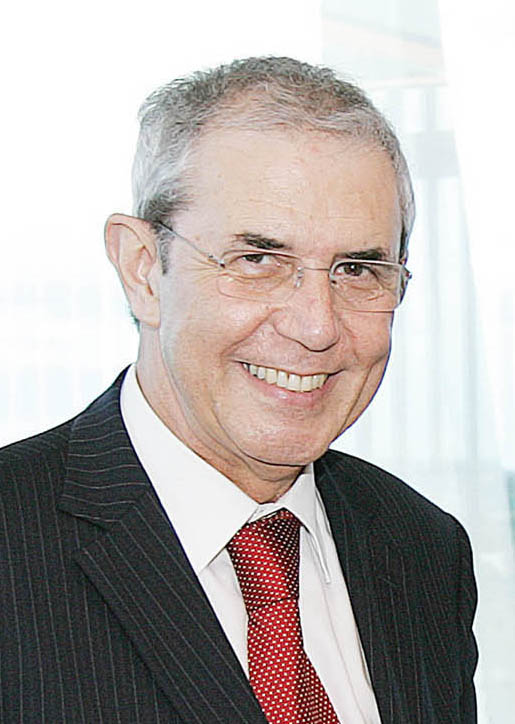
Emilio Pérez Touriño.

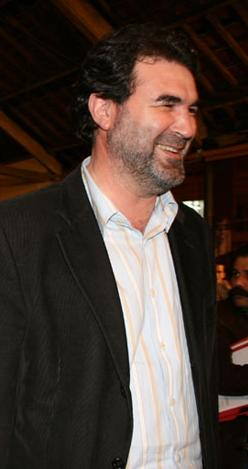
Anxo Quintana.

El bipartit gallec, també conegut com a govern bipartit, va ser una forma de govern en coalició de la Xunta de Galícia durant el període comprès entre el 2 d'agost de 2005 i el 16 d'abril de 2009 entre el PSdeG-PSOE i el Bloc Nacionalista Gallec.
La coalició de govern entre socialistes i nacionalistes gallecs va esdevenir una possibilitat després de conèixer els resultats de les eleccions autonòmiques de juny de 2005, que són els següents:
- PPdG : 756.562 vots (45,81%) i 37 escons
- PSdeG-PSOE : 555.603 vots (33,64%) i 25 escons
- BNG : 311.954 vots (18,89%) i 13 escons

## Composició de les conselleries per partit
PSdG-PSOE :
- President de la Xunta : Emilio Pérez Touriño
- Conselleria de Presidència, Administracions Públiques i Justícia : José Luis Méndez Romeu
- Conselleria d'Economia i Hisenda : Xosé Ramón Fernández Antonio
- Conselleria de Política Territorial, Obres Públiques i Transports : María Xosé Caride
- Conselleria d'Educació i Ordenació Universitària : Laura Sánchez Piñón
- Conselleria de Sanitat : María José Rubio
- Conselleria de Pesca i Afers Marítims : Carmen Gallego
- Conselleria de Medi Ambient i Desenvolupament Sostenible : Pachi Vázquez
- Conselleria de Treball : Ricardo Varela Sánchez
- Direcció General de la CRTVG : Benigno Sánchez

BNG :
- Vicepresidència d'Igualtat i Benestar : Anxo Quintana
- Conselleria d'Innovació i Indústria : Fernando Blanco Álvarez
- Conselleria de Medi Rural : Alfredo Suárez Canal
- Conselleria de Cultura i Esport : Ángela Bugallo
- Conselleria d'Habitatge : Teresa Táboas